# Evelyn Solares
Evelyn Solares (Ciudad de México, 12 de diciembre de 1938) es una actriz mexicana de cine y televisión e intérprete de doblaje. Es conocida por sus participaciones en melodramas, series y unitarios, destacando más en el mundo del doblaje por prestar su voz a Lulú d'Cartón de la serie La casa de los dibujos, la segunda voz de Robotina de la serie animada Los Supersónicos y en una multitud de series animadas, películas y telenovelas brasileñas.

## Premios
En 2019 recibió un premio a la trayectoria por sus más de cincuenta años en el doblaje en los Premios Atril.

## Filmografía

### Telenovelas
- Muchacha italiana viene a casarse (2014-2015)
- El color de la pasión (2014)
- Un refugio para el amor (2012) - Monja
- Cachito de cielo (2012)
- Zacatillo, un lugar en tu corazón (2010)
- Pasión (2007) - Ágata
- Código postal (2006-2007) - Chole
- Rebelde (2005)
- Rubí (2004) - Reclusa
- Así son ellas (2002) - Tila
- María Belén (2001) - Camila
- Por un beso (2000-2001) - Celia
- Mi destino eres tú (2000) - Mujer alcohólica
- Mujeres engañadas (1999) - Psicóloga
- Camila (1998-1999) - Adela
- María Isabel (1997) - Candita
- Alguna vez tendremos alas (1997) - Rufina
- Los hijos de nadie (1997) - Mela
- La culpa (1996) - Vecina de Nemoria
- Cenizas y diamantes (1990-1991) - Madre Superiora
- La fuerza del amor (1990)
- Viviana (1978) - Sirvienta de Don Anselmo

### Series
- La rosa de Guadalupe (2008-2014)[4]
- Como dice el dicho (2013)
- Mujeres asesinas (2009) - Cuquita
- Chespirito (1993-1995)
- Mujer, casos de la vida real (1990-2005)

### Cine
- Gata por Liebre (1992)
- Dos locos en aprietos (1991)
- Huracán Ramírez contra los Terroristas (1989)
- Señoritas a Disgusto (1989)
- El tigre de Santa Julia (1973)
- El juego de Zuzanka (1970)
- Jugándose la vida (1963)